# Siegerland (Naturraum)
Das Siegerland ist ein beiderseits des Oberlaufes der Sieg gelegener und in der Hauptsache aus dessen Einzugsgebiet bestehender Naturraum im südwestlichen Nordrhein-Westfalen und im nördlichen Rheinland-Pfalz. Es weicht in seiner Lage etwas vom historischen Siegerland, nach dem es benannt ist, nach Westen ab.
Das Siegerland ist Teil der naturräumlichen Haupteinheitengruppe 33 (= D38) Süderbergland und stellt dort die Haupteinheit 331 dar.

## Lage und Grenzen
Das Siegerland liegt im Kreis Siegen-Wittgenstein und im äußersten (nördlichen) Osten des Landkreises Altenkirchen. In östliche Richtungen wird es halbkreisförmig vom Westrand des Rothaargebirges (Haupteinheit 333) mit dem Kindelsberg im Norden und der Kalteiche im Süden umschlossen, nordwestlich grenzt es ans Südsauerländer Bergland (3362) und westlich ans Mittelsieg-Bergland (330). Nach Süden schließt sich im Hohen Westerwald (322) der Höhenschwerpunkt einer weiteren Haupteinheitengruppe des Rheinischen Schiefergebirges, des Westerwaldes (32) an.

## Naturräumliche Gliederung
Das Siegerland gliedert sich wie folgt:
- (zu 33 Süderbergland)
  - 331 Siegerland
    - 331.0 Nordsiegerländer Bergland
      - 331.00 Littfelder Grund
      - 331.01 Nördliches Siegener Bergland
      - 331.02 Freudenberger Bergland
      - 331.03 Siegener Kessel
      - 331.04 Südliches Siegener Bergland

    - 331.1 Hilchenbacher Winkel
    - 331.2 Siegquellbergland (Siegerländer Rothaar-Vorhöhen)[7]
    - 331.3 Hellerbergland (Südsiegerländer Bergland)
      - 331.30 Nördliches Hellerbergland
      - 331.31 Mittleres Hellertal (mit Freiem Grund)
      - 331.32 Südliches Hellerbergland

    - 331.4 Niederschelden-Betzdorfer Siegtal
    - 331.5 Giebelwald

## Landschaft

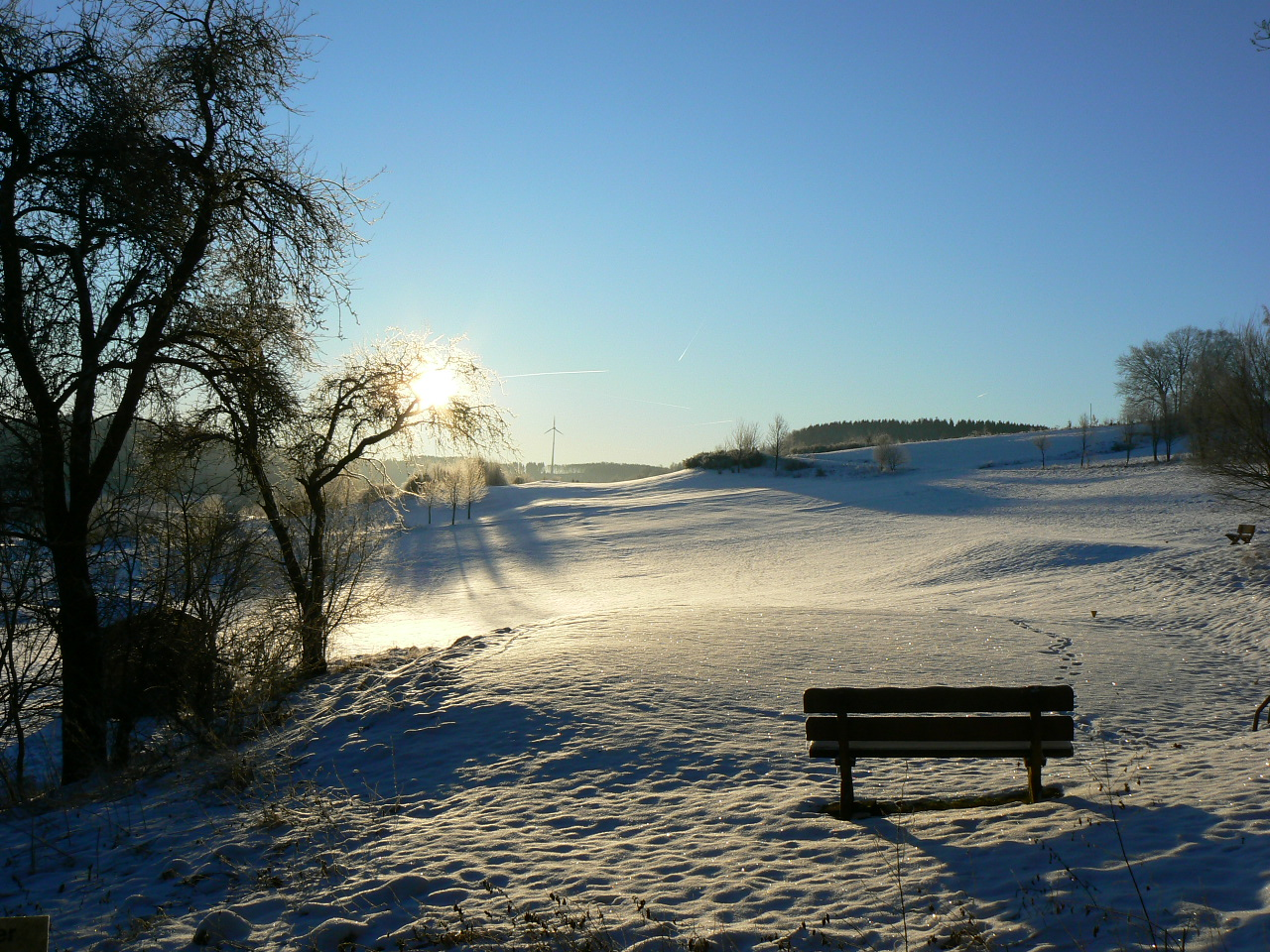
Winterliche Landschaft im Heestal (Berghäuser Tal) bei Kreuztal. Die Hees ist einer der Zuflüsse der Ferndorf, die wiederum in die Sieg mündet.

Das Siegerland ist die Quellmuldenlandschaft der Sieg sowie außerdem Westabdachung des Rothaargebirges und Nordabdachung des Hohen Westerwaldes. Durch die Seitentäler der Sieg-Nebenflüsse wird das Gebiet fiederförmig zertalt.
Die Landschaft wird zentral durch den Siegener Kessel mit dem Verdichtungsraum Siegen-Kreuztal an den Tälern von Sieg und Ferndorf zerschnitten. Nördlich des Ferndorfbaches, im sogenannten Hilchenbacher Winkel, geht die Landschaft fließend ins Rothaargebirge über. Südwestlich davon schließen sich die ebenfalls unmittelbar das Rothaargebirge abdachenden Siegerländer Rothaar-Vorhöhen, die auch Siegquellbergland genannt werden, an, die nach Südwesten an das Siegtal zwischen Netphen und Deuz stoßen.
Zwischen das Kern-Siegerland und den Westerwald sowie das Mittelsieg-Bergland im Südwesten schieben Hellerbergland und Giebelwald einen Riegel, den die Sieg im Niederschelden-Betzdorfer Siegtal auf etwa 200 m durchbricht. Weiter südlich durchbricht die Heller diesen Riegel und zerteilt „ihr“ Bergland in einen Nord- und einen Südteil. Der letztgenannte geht im Relief nach Süden fließend in den Hohen Westerwald über und erreicht annähernd dessen Höhenlagen.
Das Freudenberger Bergland im Westen geht nach Westen in das Morsbacher Bergland und nach Norden in die Oberbigge-Hochfläche über.
Das Siegerland ist überwiegend bewaldet (v. a. Buchen- und Fichten-Mischwald) und wird nur in den Tälern zum Teil landwirtschaftlich genutzt.

## Geologie
Als Teil des Rheinischen Schiefergebirges tragen die erdzeitalterlich älteren Teile Schiefer, die jüngeren Sandstein, die zumeist mit Braunerden bedeckt sind.

## Berge
Die höchsten Berge des historischen Siegerlandes befinden sich im Westteil des Rothaargebirges, die höchsten des naturräumlichen Siegerlandes in den Westausläufern vom Südteil dieses Mittelgebirges in den Siegerländer Rothaar-Vorhöhen. Höhen über 600 m gibt es auch im Südlichen Hellerbergland, das im Relief fließend in den Hohen Westerwald übergeht.
Zu den Bergen und Erhebungen gehören – mit Höhe in Meter (m) über Normalhöhennull (NHN):
| Berg, Erhebung, Ausläufer | Höhe (m) | Naturraum/ Naturräume         | Lage Ortschaften (bei/zwischen)         | Ort von (Sehenswürdigkeiten; Gewässer/-quellen)                                                                          | Bild                                                                 |
| ------------------------- | -------- | ----------------------------- | --------------------------------------- | --- | -------------------------------------------------------------------- |
| Alte Burg                 | 633,0    | Siegerländer Rothaar-Vorhöhen | Afholderbach, Sohlbach, Brauersdorf     | Wallanlage; nahe: Obernautalsperre, Q: Afferbach, Q: Burbach (Leybach), Q: Eschenbach, Q (nahe): Sohlbach, Q: Zeppenbach |                                                                      |
| Breiter Berg              | 629,9    | Siegerländer Rothaar-Vorhöhen | nordöstlich der Obernautalsperre        | |                                                                      |
| Lipper Höhe               | 621,4    | Südliches Hellerbergland      | südöstlich von Lippe                    | |                                                                      |
| Lipper Nürr               | 617,8    | Südliches Hellerbergland      | Lippe, Emmerzhausen                     | |                                                                      |
| Sanktkopf                 | 606      | Siegerländer Rothaar-Vorhöhen | Brauersdorf                             | |                                                                      |
| Die Höh                   | 598      | Südliches Hellerbergland      | Holzhausen, Niederdresselndorf, Lützeln | |                                                                      |
| Die Burg                  | 594,5    | Südliches Hellerbergland      | Burbach                                 | Reste einer Fliehburg; ehemalige Gruben Peterszeche und Eisenkaute                                                       | Blick zur Burg                                                       |
| Hellerkopf                | 551,8    | Siegerländer Rothaar-Vorhöhen | Nenkersdorf, Werthenbach                | Q: Schalkenbach |                                                                      |
| Homerich                  | 546,2    | Siegerländer Rothaar-Vorhöhen | südwestlich von Oechelhausen            | | Der Homerich mittig, rechts der Kindelsberg                          |
| Heinenberg                | 530,7    | Siegerländer Rothaar-Vorhöhen | Grissenbach, Nenkersdorf, Salchendorf   | Q: Hellsbach, Q: Schalkenbach, Q: Strubach                                                                               | der Heinenberg                                                       |
| Giebelberg                | 527      | Giebelwald                    | Niederfischbach                         | Q: Käsbach, Q: Ottersbach, Q: Vollmersbach, Q: Schindernbach                                                             | Giebelberg                                                           |
| Hohenseelbachskopf        | 517,5    | Südliches Hellerbergland      | Daaden, Herdorf                         | |                                                                      |
| Windhahn                  | 517      | Nördliches Hellerbergland     | Kirchen                                 | |                                                                      |
| Auf den Plätzen           | 509,4    | Siegerländer Rothaar-Vorhöhen | Nenkersdorf, Grissenbach                | Q: Hirschbach; Q: Hembach                                                                                                |                                                                      |
| Mahlscheid                | 509,3    | Südliches Hellerbergland      | Herdorf                                 | Silbersee | Blick zur Mahlscheid                                                 |
| Leyberg                   | 504,4    | Siegerländer Rothaar-Vorhöhen | Brauersdorf, Eschenbach                 | Q: Burbach |                                                                      |
| Haferhain                 | 503,6    | Südliches Siegener Bergland   | Anzhausen, Deuz, Salchendorf            | |                                                                      |
| Pfannenberg               | 499,2    | Nördliches Hellerbergland     | Salchendorf, Eiserfeld                  | Pfannenbergturm | Blick zum Pfannenberg                                                |
| Lichtenhardt              | 494,5    | Nördliches Siegener Bergland  | nordnordöstlich von Unglinghausen       | | Die Lichtenhardt zwischen Homerich (mittig) und Kindelsberg (rechts) |
| Eisernhardt               | 482      | Südliches Siegener Bergland   | Eisern, Obersdorf, Eiserfeld            | Q: Minnersbach | Blick zum Eisernhardt                                                |
| Nollenkopf                | 479,1    | Siegerländer Rothaar-Vorhöhen | Beienbach                               | nahe: Obernautalsperre, Q: Wüste Beienbach                                                                               |                                                                      |
| Auf der Noll              | 474,1    | Siegerländer Rothaar-Vorhöhen | Grissenbach, Salchendorf                | Q: Diederseifen, Q: Hellsbach                                                                                            | Blick zum Berg Auf der Noll                                          |
| Sterndill                 | 470,1    | Siegerländer Rothaar-Vorhöhen | Grissenbach                             | |                                                                      |
| Gösberg                   | 461,1    | Siegerländer Rothaar-Vorhöhen | Beienbach                               | Q: Beienbach |                                                                      |
| Löffelberg                | 457,4    | Freudenberger Bergland        | Freudenberg                             | |                                                                      |
| Druidenstein              | 451      | Nördliches Hellerbergland     | Herkersdorf                             | Basaltformation Druidenstein                                                                                             |                                                                      |
| Simrich                   | 442,4    | Mittleres Hellertal           | Burbach, Wahlbach, Gilsbach             | Q: Fisselbach | Blick vom Clemensberg zum Langenberg                                 |
| Leyenkopf                 | 431,5    | Mittleres Hellertal           | Salchendorf, Zeppenfeld                 | ehemalige Grube Junger Löwe                                                                                              |                                                                      |
| Giersberg                 | 354,4    | Siegener Bergland             | Siegen                                  | |                                                                      |

## Flüsse
Die siegerländischen Nebenflüsse der Sieg mit einem Einzugsgebiet von mindestens 10 km² sind flussabwärts sortiert:
| Name         | Zufluss- seite | Länge (km) | Einzugs- gebiet (km²) | Abfluss (MQ) (m³/s) | Abschnitt  | Quellgebiet                                       | Natur- raum | Orte (flussabwärts) (*: Mündungsort)      | DGKZ    |
| ------------ | -------------- | ---------- | --------------------- | ------------------- | ---------- | ------------------------------------------------- | ----------- | ----------------------------------------- | ------- |
| Werthenbach  | links          | 9,7        | 27,7                  |                     | Obersieg 1 | Ederkopf-Lahnkopf-Rücken                          | 333.0       | Deuz*                                     | 272-12  |
| Obernau      | rechts         | 6,3        | 14,9                  |                     | Obersieg 1 | Siegerländer Rothaar-Vorhöhen                     | 331.?       | Netphen*                                  | 272-134 |
| Netphe       | rechts         | 10,8       | 17,2                  |                     | Obersieg 1 | Ederkopf-Lahnkopf-Rücken                          | 333.0       | Netphen*                                  | 272-136 |
| Dreisbach    | rechts         | 14,3       | 26,1                  |                     | Obersieg 1 | Siegerländer Rothaar-Vorhöhen                     | 331.?       | Dreis-Tiefenbach*                         | 272-138 |
| Obersieg 1   | entfällt       | 22,5       | 134,2                 | 2,46                | Obersieg 2 | Ederkopf-Lahnkopf-Rücken                          |             | Netphen, Weidenau*                        | 272     |
| Ferndorfbach | rechts         | 24,3       | 153,2                 | 3,28                | Obersieg 2 | westliches Rothaargebirge                         | 333.?       | Hilchenbach, Kreuztal, Weidenau*          | 272-14  |
| Obersieg 2   | entfällt       | 22,5       | 290,6                 | 5,74                | Obersieg 3 | + westliches Rothaargebirge                       |             | Weidenau*                                 | 272     |
| Weiß         | links          | 18,3       | 71,5                  |                     | Obersieg 3 | Kalteiche (mit Haincher Höhe)                     | 333.0       | Wilgersdorf, Siegen*                      | 272-16  |
| Alche        | rechts         | 11,5       | 23,6                  |                     | Obersieg 3 | Freudenberger Bergland                            | 331.?       | Alchen, Seelbach, Siegen*                 | 272-174 |
| Eisernbach   | links          | 13,4       | 25,0                  |                     | Obersieg 3 | Kalteiche (mit Haincher Höhe)                     | 333.0       | Wilnsdorf, Eisern, Eiserfeld*             | 272-176 |
| Gosenbach    | rechts         | 3,3        | 11,5                  |                     | Obersieg 3 | Freudenberger Bergland                            | 331.?       | Gosenbach, Niederschelden*                | 272-178 |
| Obersieg 3   | entfällt       | 33,9       | 446,21                | 8,00                | Obersieg 4 | + Kern-Siegerland + Kalteiche (mit Haincher Höhe) |             | Siegen, Niederschelden*                   | 272     |
| Asdorf       | rechts         | 20,7       | 77,8                  |                     | Obersieg 4 | Freudenberger Bergland                            | 331.?       | Freudenberg, Niederfischbach, Kirchen*    | 272-18  |
| Heller       | links          | 30,2       | 204,2                 | 3,82                | Obersieg 4 | Kalteiche (mit Haincher Höhe)                     | 333.0       | Burbach, Neunkirchen, Herdorf, Betzdorf*  | 272-2   |
| Obersieg 4   | entfällt       | 57,4       | 761,3                 | 16,3                | Mittelsieg | + Hoher Westerwald                                |             | Mudersbach, Brachbach, Kirchen, Betzdorf* | 272     |